# Sacello di San Zenone

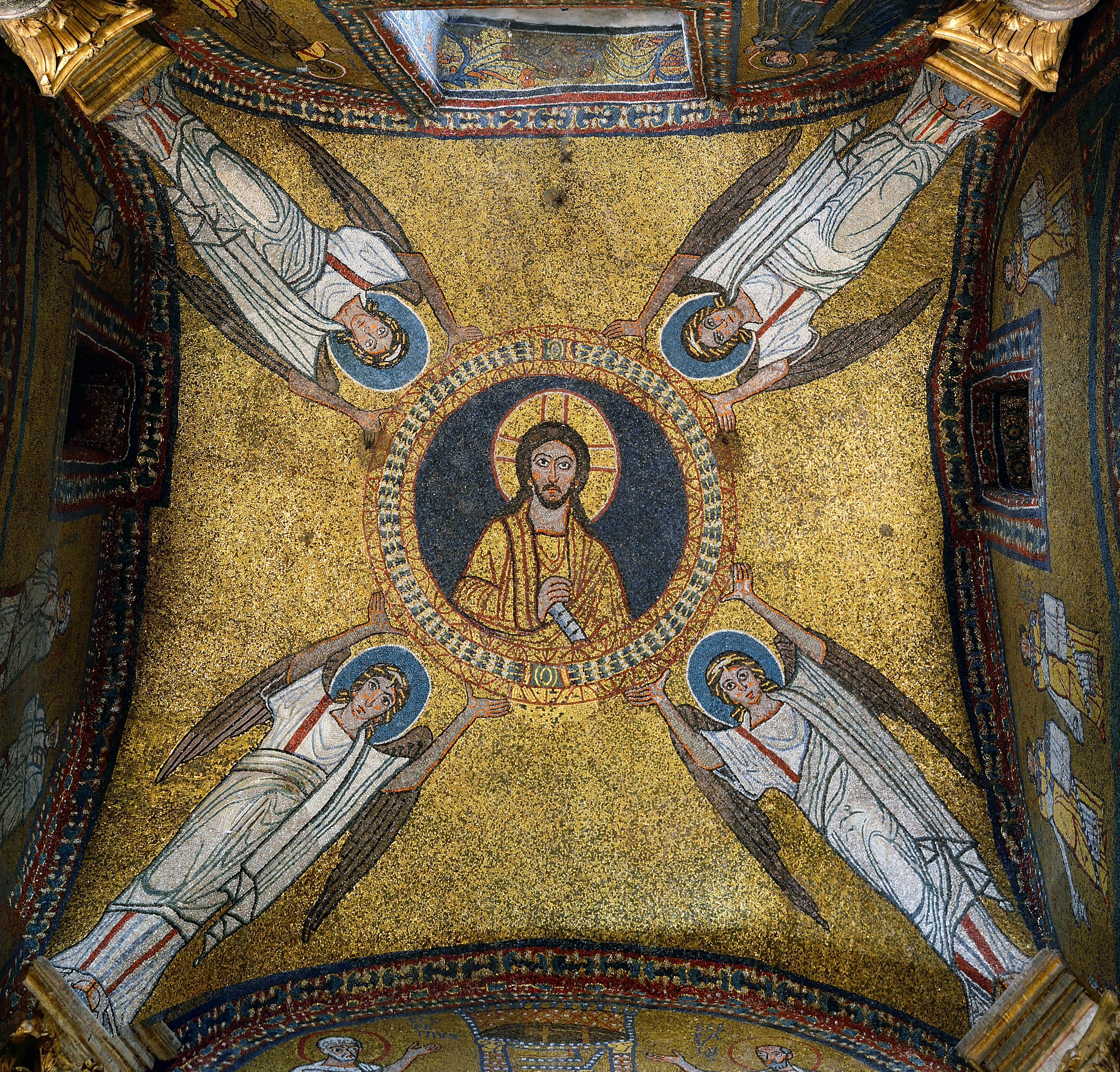
Mosaici della volta

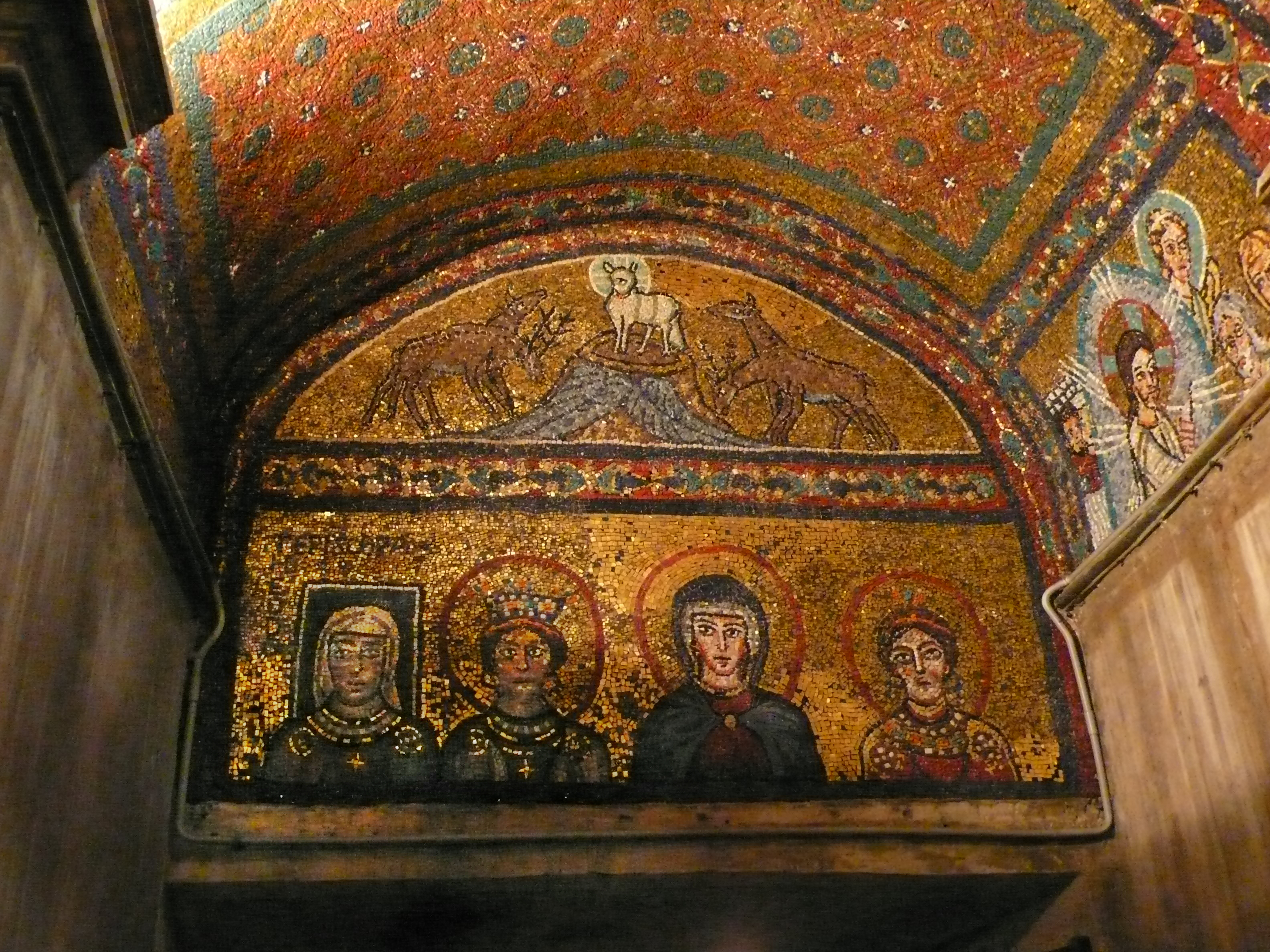
Decorazioni della nicchia della parete di sinistra

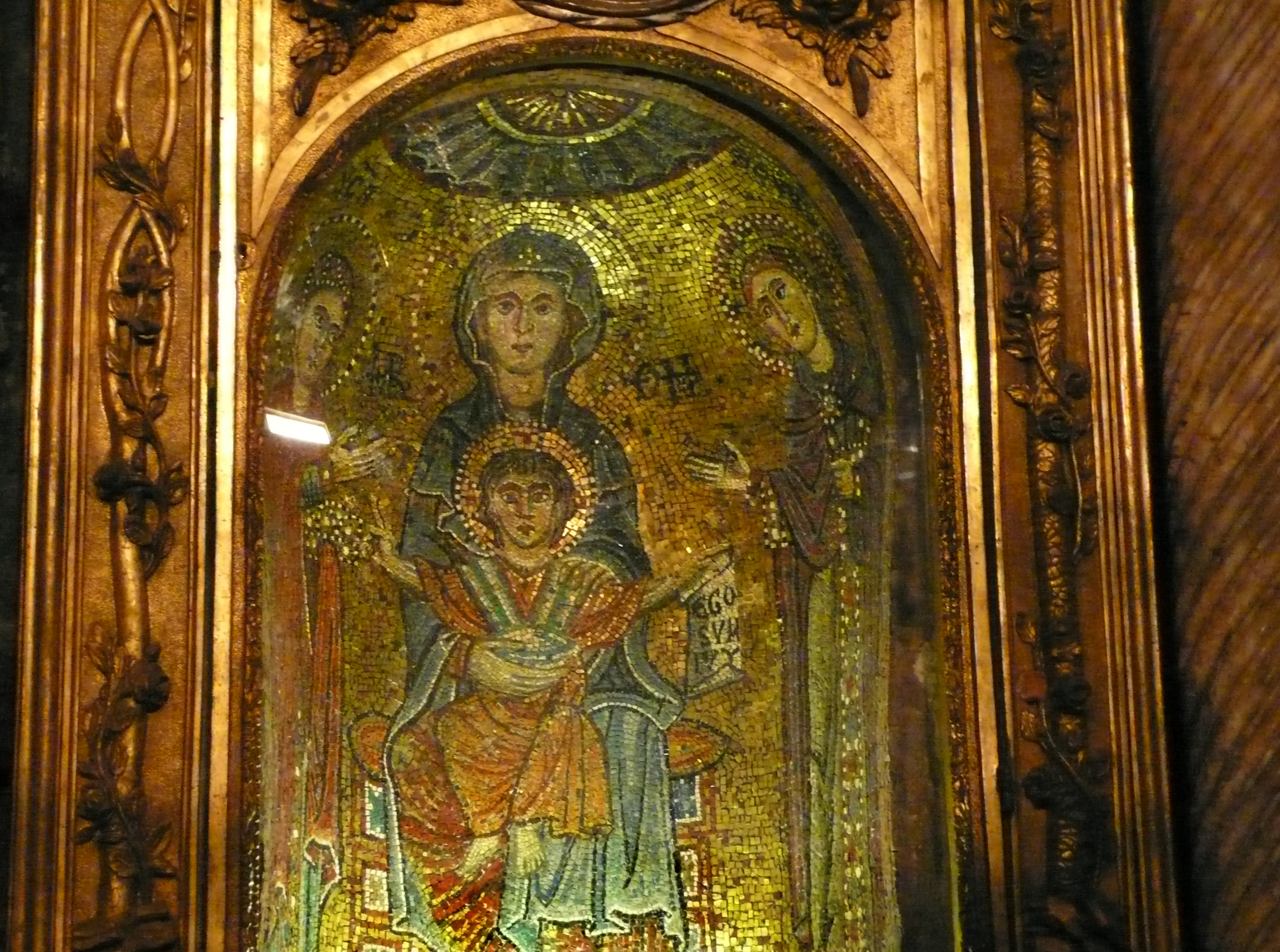
Edicola d'altare: abside mosaicata

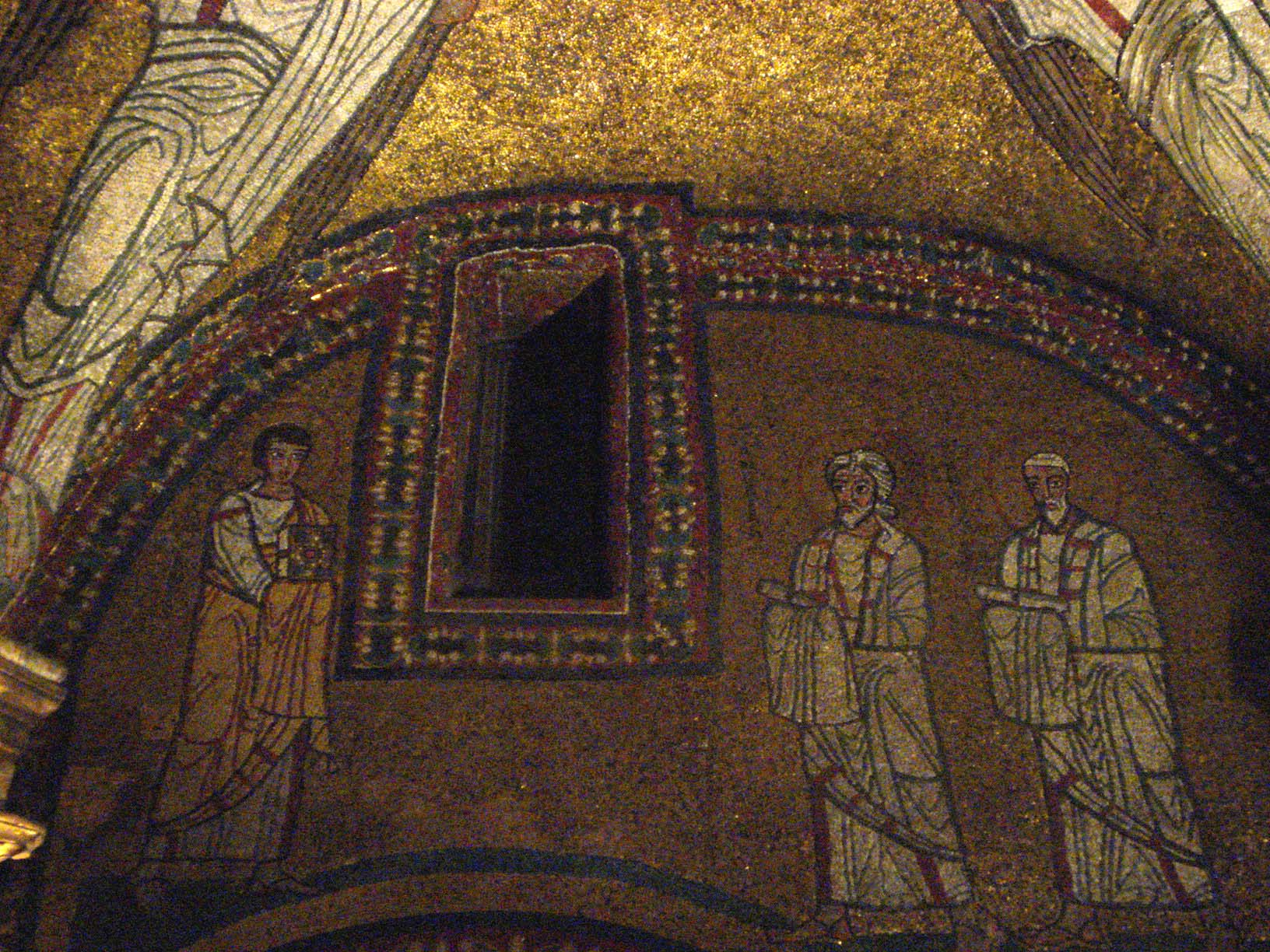
Parte superiore della parete destra

Il sacello di San Zenone è una chiesa di Roma, nel rione Monti, a cui si accede dalla navata destra della basilica di Santa Prassede.

## Storia
L'oratorio venne eretto da papa Pasquale I (IX secolo) come sacello funerario per la madre Teodora; fu dedicato al martire romano san Zenone, di cui si conosce ben poco, se non il fatto che le sue spoglie riposano in questa cappella, trasportate al tempo di papa Pasquale dalle catacombe di Pretestato. La cappella fu costruita su un titulus Praxedis (sorella di santa Pudenziana), attestato nel V secolo.
Esso rappresenta uno tra i più preziosi documenti dell'arte bizantina a Roma: infatti l'intero sacello è completamente ricoperto di mosaici su fondo oro, in stile bizantino, raffiguranti un giardino del Paradiso. Nella volta a crociera è presente il tema ravennate dei quattro arcangeli alati che, librandosi dai quattro angoli dello zenit, in atto di oranti sostengono con le mani un disco centrale (il cielo) che inscrive il cristogramma del Pantocrator.

## Descrizione

### Esterno
La decorazione esterna al sacello si suddivide in due ordini. Nell'ordine inferiore è l'entrata dell'oratorio, composta da materiali di reimpiego, rimaneggiato nel corso dei secoli: la trabeazione sorretta da due colonne con capitelli, le fasce marmoree che costituiscono gli stipiti della porta, l'urna cineraria sopra la trabeazione.
L'ordine superiore è composto da una serie di decorazioni musive inquadrate dentro un rettangolo. Attorno alla finestra centrale sono disposte due serie di clipei. Nella prima serie, quella immediatamente attorno alla finestra, troviamo al centro l'immagine della Madonna col bambino, e vicino due santi; seguono otto figure di sante, quattro per parte. Nella seconda serie di clipei, abbiamo al centro la figura di Cristo con i dodici apostoli, sei per parte. Nei quattro angoli, abbiamo nella parte alta due figure di attribuzione incerta, forse Mosè ed Elia; nella parte inferiore altre due figure, eseguite nel XIX secolo, forse i papi Pasquale I ed Eugenio II, suo successore.

### Interno
Nel corso dei secoli, all'unica entrata, che dava sulla navata destra della basilica di santa Prassede, furono aggiunte altre due porte per mettere in comunicazione il sacello con le cappelle del cardinale Coëtivy (a sinistra) e della colonna della flagellazione (a destra). È ancora a livello ipotetico, tra gli studiosi, la convinzione che il sacello sia stato costruito su preesistenze.
Ai quattro angoli dell'ambiente sono poste quattro colonne con capitelli dorati, che non hanno altra funzione se non quella di piedistallo ideale ai quattro angeli presenti nella volta, i quali a loro volta reggono un clipeo, al cui interno è raffigurato Cristo pantocratore.
Nella parete di controfacciata è rappresentato un trono gemmato, con una croce dorata sul cuscino, e i santi apostoli Pietro e Paolo.
La decorazione musiva della parete di sinistra è divisibile in tre parti:
- nella parte superiore le figure intere delle sante Agnese, Pudenziana e Prassede, che, con le mani velate, presentano la corona del martirio;
- nel sottostante intradosso dell'arco, abbiamo la rappresentazione della liberazione dagli inferi di Adamo ed Eva, ad opera di Gesù;
- la decorazione della nicchia sottostante è suddivisa a sua volta in due parti: nella parte superiore è rappresentato l'Agnello-Cristo su un monte con due cervi che si dissetano ai quattro fiumi che ne sgorgano; nella parte inferiore i busti di Maria Vergine, le sante Prassede e Pudenziana, e Teodora, madre di papa Pasquale (con il nimbo quadrato, segno che era vivente al momento dell'esecuzione del mosaico).

La parete di fronte all'entrata è la parete dell'altare. Anche qui troviamo diversi elementi:
- nella parte superiore, sono le figure intere di Maria, madre di Gesù, e di san Giovanni Battista, in adorazione di Cristo, qui rappresentato dalla luce che entra dalla finestra;
- l'intradosso dell'arco è decorato con figure di vegetali, fiori ed animali;
- nella nicchia successiva è narrato l'episodio evangelico della Trasfigurazione, con le figure di Cristo, Mosè, Elia, e gli apostoli Pietro, Giovanni e Giacomo;
- nella parte sottostante è l'unico altare del sacello. Esso è composto da un'edicola lignea del XVII secolo, inquadrata dentro un tempietto composto da due colonne di alabastro con capitelli ionici che sorreggono un architrave. Nell'edicola è una piccola abside mosaicata: al centro è la figura di Maria con in braccio il bambino, che a sua volta tiene in mano un cartiglio con la scritta: Ego sum lux, io sono la luce; ai lati le figure delle sante Prassede e Pudenziana.[1]

Infine, nella parete di destra troviamo le figure intere dell'evangelista Giovanni, con in mano il libro del vangelo, e degli apostoli Andrea e Giacomo. Nella lunetta sottostante, i busti di Cristo benedicente e di due santi, di identificazione incerta (forse san Valentino e san Zenone).